# Самылин, Ярослав Алексеевич
Ярослав Алексеевич Самылин (род. 25 марта 1997, Краматорск, Донецкая область) — российский политик. Депутат Государственной Думы VIII созыва.

## Биография
Окончил РЭУ имени Плеханова по специальности «Менеджмент в инновационном и социальном предпринимательстве».
Руководил международным молодежным предпринимательским конкурсом «Мой первый бизнес», реализуемым на платформе «Россия — страна возможностей». За эту работу отмечен благодарностью Администрации Президента Российской Федерации.
Занимался поддержкой российских производителей. Работал в топ-менеджменте российских компаний в сфере химической и пищевой промышленности, где отвечал за их выход и развитие на зарубежных рынках. 
Был членом правления «Национального совета по парфюмерии, косметике и бытовой химии», где разрабатывал механизмы развития отрасли. За эту работу отмечен благодарностью Минпромторга России.
Был выдвинут на парламентские выборы 2021 года партией «Новые люди» по федеральному округу, баллотировался под вторым номером в региональной группе № 37 (город Москва), но по итогу избран не был. Вскоре, 14 августа 2024 года Центральная избирательная комиссия передала Самылину мандат Григория Шилкина (сложил полномочия 30 июля 2024 года по его собственному желанию)
Возглавлял региональные отделения партии «Новые люди» в Костромской и Оренбургской областях. Затем стал секретарём регионального отделения в Москве. Руководил там избирательной кампанией на выборах в Госдуму РФ VIII созыва.
В сентябре 2024 года предложил ввести льготы для гибридных автомобилей: предоставить их владельцам право бесплатного проезда по платным дорогам. Это должно стимулировать водителей переходить на электромобили. 
В январе 2025 года предложил разрешить обжалование всех штрафов через «Госуслуги». 